# キネマ旬報映画データベース
キネマ旬報映画データベース（キネマじゅんぽうえいがデータベース）は、2009年（平成21年）3月15日からキネマ旬報社によって運営されていた、日本で公開された映画についてのオンラインデータベースである。
2012年10月、キネマ旬報社が同年1月に公開した映画鑑賞記録サービス「KINENOTE」に統合された。

## 略歴・概要

### キネマ旬報映画データベース
本データベースの本来の設立日はさらにさかのぼる。それをリード・ビジネス・インフォメーションが2007年10月、バラエティ・ジャパンのデータベースとして引継いだが、2009年6月30日に閉鎖されている。それを受けて、新たに本データベースが開設された。2001年（平成13年）にキネマ旬報社が角川グループ傘下となり、角川マーケティングが運営する映画データベースMovie Walkerに同一情報が提供されている。キネマ旬報社は現在、同グループから離脱している。
第二次世界大戦が終結した1945年（昭和20年）から現在まで、日本で劇場公開された映画のデータベースである。テレビ映画やテレビドラマ、ビデオ映画やOVA等は範囲外である。タイトル数は約4万件、人名は20万件以上が記載されていた。日本映画に関しては上記の範囲であり、サイレント映画に関する記述は一切ないが、アメリカ合衆国の映画等のいわゆる「洋画」に関しては、1919年（大正8年）の日本公開作、製作年はさらにさかのぼって網羅されている。日本映画以外のサイレント映画に関して、非常に充実している。
俳優、スタッフ別の作品一覧ページでのリスティング序列は、年代の新しいものから古いものへの降順であり、allcinema ONLINE、goo 映画等の日本語による他のデータベースと同様である。昇順でリスティングが厳密に公開日順である日本映画データベースと同様、同一公開年内での順列は厳密である。
Wikiで運営している「ユーザ辞典」は、会員登録することにより、無料で編集が可能であった。

#### 注意すべき表記
スクリプター - 「スチルカメラマン」が混同されて分類・表記されていた。大映東京撮影所（現在の角川大映撮影所）のスチルカメラマン柳沢英雄らがことごとく「スクリプター」とされているが、これは誤りである。
本データベースの掲載データをそのまま使用している「goo 映画」、「Movie Walker」には、同一の誤りがあった。日本映画データベース、allcinema ONLINE、それと連動するONTV MOVIEには、この件に関する混同は存在しない。

### KINENOTE
2012年1月20日、キネマ旬報社が保有する映画データベースと連動したライフログサービスとしてサービスを開始した。当時のキネマ旬報社では、旧キネマ旬報社が保有する戦後上映された作品のあらすじ、解説の掲載された作品単位の映画データベースと、JANコードベースでテレビドラマも含むが、作品解説などの情報が少ない旧ギャガクロスマーケティングのパッケージデータベースが独立して存在しており、サービス開始のためにデータベースが再構築された。
2012年10月、キネマ旬報映画データベースと統合され、その会員情報を引き継いだ。